# 甲氯西泮
甲氯西泮（也称为(S)-3-甲基氯硝西泮，(S)-3-methylclonazepam）是一种含氮有机氯化合物，分子式C
16H
12ClN
3O
3，为苯二氮䓬类化合物，1970年代由罗氏制药的科研团队开发，能作为鎮靜劑和抗焦慮藥。